# A Schwarzschild-megoldás levezetése
Az általános relativitáselméletnek a gömbszimmetrikus vákuum megoldását Schwarzschild-megoldásnak nevezzük, amely egy pontforrás gravitációs terét írja le.

## Jelölések
A következő koordináta négyest használjuk
{\displaystyle \left(r,\theta ,\phi ,t\right)} .
Feltételezéseink
(1) Gömbszimmetrikus téridőben a metrika nem változik a {\displaystyle \theta \rightarrow -\theta } vagy {\displaystyle \phi \rightarrow -\phi } tükrözések esetén, valamint a két változóban történő forgatások elvégzése esetén.
(2) A statikus téridőben az összes metrikus komponens  {\displaystyle t} (idő) független (azaz  {\displaystyle {\frac {\partial g_{\mu \nu }}{\partial t}}=0}) és nem változik időtükrözés  {\displaystyle t\rightarrow -t} esetén sem.
(3) Vákuum megoldás esetén az Einstein-egyenletek jobb oldala eltűnik, tehát {\displaystyle T_{ab}=0}. Így az egyenletekből  {\displaystyle R=0} következik. Továbbá az {\displaystyle R_{ab}-{\frac {R}{2}}g_{ab}=0} egyenletből {\displaystyle R_{ab}=0} kapunk.

## A metrika diagonalizálása
A {\displaystyle (r,\theta ,\phi ,t)\rightarrow (r,\theta ,\phi ,-t)}, transzformációra a metrika nem változik. A {\displaystyle g_{\mu 4}} ({\displaystyle \mu \neq 4}) komponensek a következőképpen transzformálódnak:  
{\displaystyle g_{\mu 4}'={\frac {\partial x^{\alpha }}{\partial x^{'\mu }}}{\frac {\partial x^{\beta }}{\partial x^{'4}}}g_{\alpha \beta }=-g_{\mu 4}} ({\displaystyle \mu \neq 4})
Mivel a {\displaystyle g'_{\mu 4}=g_{\mu 4}} metrikus komponensek nem változnak:  
{\displaystyle g_{\mu 4}=\,0} ({\displaystyle \mu \neq 4})
A {\displaystyle (r,\theta ,\phi ,t)\rightarrow (r,\theta ,-\phi ,t)} és a {\displaystyle (r,\theta ,\phi ,t)\rightarrow (r,-\theta ,\phi ,t)} koordináta transzformációkból:
{\displaystyle g_{\mu 3}=\,0} ({\displaystyle \mu \neq 3})
{\displaystyle g_{\mu 2}=\,0} ({\displaystyle \mu \neq 2})
Összegezve:
{\displaystyle g_{\mu \nu }=\,0} ({\displaystyle \mu \neq \nu })
Tehát a metrika a következő alakú
{\displaystyle ds^{2}=\,g_{11}\,dr^{2}+g_{22}\,d\theta ^{2}+g_{33}\,d\phi ^{2}+g_{44}\,dt^{2}}

## A komponensek kiszámítása
Azon a hiperfelületen ahol {\displaystyle t},  {\displaystyle \theta } és {\displaystyle \phi } konstans, a {\displaystyle g_{11}} komponens csak {\displaystyle r} -től függ. Tehát
{\displaystyle g_{11}=A\left(r\right)}
hasonlóan
{\displaystyle g_{44}=B\left(r\right)}
vagy hagyományos jelölésmóddal
{\displaystyle g_{11}=h^{2}} és {\displaystyle g_{00}=-f^{2}}

Konstans {\displaystyle t} és {\displaystyle r} estén
{\displaystyle dl^{2}=r_{0}^{2}(d\theta ^{2}+\sin ^{2}\theta \,d\phi ^{2})}
továbbá
{\displaystyle {\tilde {g}}_{22}\left(d\theta ^{2}+{\frac {{\tilde {g}}_{33}}{{\tilde {g}}_{22}}}\,d\phi ^{2}\right)=r_{0}^{2}(d\theta ^{2}+\sin ^{2}\theta \,d\phi ^{2})}
amiből:
{\displaystyle {\tilde {g}}_{22}=r_{0}^{2}} és {\displaystyle {\tilde {g}}_{33}=r_{0}^{2}\sin ^{2}\theta }
Valamint 
{\displaystyle g_{22}=\,r^{2}} és {\displaystyle g_{33}=\,r^{2}\sin ^{2}\theta }
Tehát a metrika alakja a következő lesz:
{\displaystyle ds^{2}=A\left(r\right)dr^{2}+r^{2}\,d\theta ^{2}+r^{2}\sin ^{2}\theta \,d\phi ^{2}+B\left(r\right)dt^{2}}
Vagy hagyományos jelölésmóddal
{\displaystyle g_{ik}={\begin{bmatrix}-f^{2}&0&0&0\\0&h^{2}&0&0\\0&0&r^{2}&0\\0&0&0&r^{2}\sin ^{2}\theta \end{bmatrix}}}

## AChristoffel-szimbólumokkiszámítása
Hosszas számolás után a metrikus tenzorból kiszámíthatók a Christoffel-szimbólumok.
{\displaystyle \Gamma _{ik}^{0}={\begin{bmatrix}0&f'/f&0&0\\f'/f&0&0&0\\0&0&0&0\\0&0&0&0\end{bmatrix}}}
Ahol a vessző az r szerinti deriválást jelöli.
{\displaystyle \Gamma _{ik}^{1}={\begin{bmatrix}ff'/h^{2}&0&0&0\\0&h'/h&0&0\\0&0&-r/h^{2}&0\\0&0&0&-r\sin ^{2}\theta /h^{2}\end{bmatrix}}}
{\displaystyle \Gamma _{ik}^{2}={\begin{bmatrix}0&0&0&0\\0&0&1/r&0\\0&1/r&0&0\\0&0&0&-\sin \theta \cos \theta \end{bmatrix}}}
{\displaystyle \Gamma _{ik}^{3}={\begin{bmatrix}0&0&0&0\\0&0&0&1/r\\0&0&0&\cot \theta \\0&1/r&\cot \theta &0\end{bmatrix}}}

## A(r){\displaystyle A(r)}ésB(r){\displaystyle B(r)}kiszámítása
Használjuk a vákuum esetén érvényes
{\displaystyle {\rm {R_{ab}=\,0}}}
egyenletet. A 10 független egyenletből 6 triviálisan teljesül. A maradék négy a következő
{\displaystyle {\rm {4{\dot {A}}B^{2}-2r{\ddot {B}}AB+r{\dot {A}}{\dot {B}}B+r{\dot {B}}^{2}A=0}}}
{\displaystyle {\rm {r{\dot {A}}B+2A^{2}B-2AB-r{\dot {B}}A=0}}}
{\displaystyle {\rm {-2r{\ddot {B}}AB+r{\dot {A}}{\dot {B}}B+r{\dot {B}}^{2}A-4{\dot {B}}AB=0}}}
(A 4. egyenlet {\displaystyle \sin ^{2}\theta } -szorosa a 2. egyenletnek.)
Itt a pont az r szerinti deriválást jelöli. Kivonva az első egyenletet a harmadikból
{\displaystyle {\rm {{\dot {A}}B+A{\dot {B}}=0\Rightarrow A(r)B(r)=K}}}
Továbbá {\displaystyle A(r)B(r)\,=K}
{\displaystyle {\rm {r{\dot {A}}=A(1-A)}}}
aminek az általános megoldása:
{\displaystyle {\rm {A(r)=\left(1+{\frac {1}{Sr}}\right)^{-1}}}}
Itt {\displaystyle S} egy nem nulla valós szám (hasonlóan {\displaystyle K} -hoz). 
Tehát a statikus gömbszimmetrikus általános megoldás a metrikára:
{\displaystyle {\rm {ds^{2}=\left(1+{\frac {1}{Sr}}\right)^{-1}dr^{2}+r^{2}(d\theta ^{2}+\sin ^{2}\theta d\phi ^{2})+K\left(1+{\frac {1}{Sr}}\right)dt^{2}}}}

## Gyenge tér közelítésK{\displaystyle K}ésS{\displaystyle S}meghatározására
A metrikának gyenge tér közelítésben vissza kell adnia a newtoni tömegvonzást. Továbbá, ha a tömeggel nullához közelítünk a Minkowski-téridőt kell megkapnunk.
{\displaystyle 0=\delta \int {\frac {ds}{dt}}dt=\delta \int (KE+PE_{g})dt}
egyenletet. Gyenge tér közelítésben:
{\displaystyle g_{44}=K\left(1+{\frac {1}{Sr}}\right)\approx -c^{2}+{\frac {2Gm}{r}}=-c^{2}\left(1-{\frac {2Gm}{c^{2}r}}\right)}
ahol {\displaystyle G} a gravitációs állandó, {\displaystyle m} a tömeg és {\displaystyle c} a fénysebesség
{\displaystyle K=\,-c^{2}}   és   {\displaystyle {\frac {1}{S}}=-{\frac {2Gm}{c^{2}}}}
Így: 
{\displaystyle A(r)=\left(1-{\frac {2Gm}{c^{2}r}}\right)^{-1}} és {\displaystyle B(r)=-c^{2}\left(1-{\frac {2Gm}{c^{2}r}}\right)}
Tehát a Schwarzschild-metrika a következő alakú lesz:
{\displaystyle ds^{2}=\left(1-{\frac {2Gm}{c^{2}r}}\right)^{-1}dr^{2}+r^{2}(d\theta ^{2}+\sin ^{2}\theta d\phi ^{2})-c^{2}\left(1-{\frac {2Gm}{c^{2}r}}\right)dt^{2}}

## Lásd még
- Kerr-metrika
- Reissner–Nordström-metrika